# Alois Späth (Politiker)
Alois Späth (* 2. November 1887 in Oberweier; † 20. Juni 1967 in Karlsruhe) war ein hessischer Politiker (Zentrum) und ehemaliger Abgeordneter des Landtags des Volksstaates Hessen in der Weimarer Republik.
Alois Späth war der Sohn des Landwirts und Bäckers Joseph Späth und dessen Frau Luitgard geborene Gür. Alois Späth war mit Anna geborene Holzenthaler verheiratet. Als Katholik schloss er sich der christlichen Gewerkschaftsbewegung an und war Gewerkschaftssekretär in Mainz. Für die deutsche Zentrumspartei war er Kreistagsmitglied in Mainz und von 1927 bis 1931 Landtagsabgeordneter in Darmstadt.